# Бруквју (Мериленд)
Бруквју (енгл. Brookview) град је у америчкој савезној држави Мериленд.

## Демографија
По попису из 2010. године број становника је 60, што је 5 (-7,7%) становника мање него 2000. године.
| Група             | 2000.       | 2010.      |
| Белци             | 65 (100,0%) | 49 (81,7%) |
| Афроамериканци    | 0 (0,0%)    | 4 (6,7%)   |
| Азијати           | 0 (0,0%)    | 0 (0,0%)   |
| Хиспаноамериканци | 0 (0,0%)    | 7 (11,7%)  |
| Укупно            | 65          | 60         |